# Mohammed Faruq al-Nabhan
Mohammed Faruq al-Nabhan (arabisch محمد فاروق النبهان, DMG Muḥammad Fārūq al-Nabhān; * 1940 in Aleppo) ist ein syrischer islamischer Rechtswissenschaftler und Hochschullehrer in Marokko.
Von 1977 bis 2000 war er Direktor des Instituts Dar al-Hadith al-Hassania in Rabat, Marokko.
Er ist ein Mitglied der Akademie des Königreichs Marokko (أكاديمية المملكة المغربية / Royal Moroccan Academy).
Er ist einer der „Senior Fellows“ des Königlichen Aal al-Bayt Instituts für islamisches Denken.
Er war einer der 138 Unterzeichner des offenen Briefes Ein gemeinsames Wort zwischen Uns und Euch (engl. A Common Word Between Us & You), den Persönlichkeiten des Islam an „Führer christlicher Kirchen überall“ (engl. „Leaders of Christian Churches, everywhere …“) sandten (13. Oktober 2007).